# Битва при Метавре
Би́тва при Мета́вре — сражение в ходе Второй Пунической войны, произошедшее в 207 году до н. э. на берегах реки Метавр в Северной Италии.

## Предыстория
Добравшись до долины По, Гасдрубал Барка осадил Плаценцию, скорее всего, рассчитывая воодушевить местных кельтов, но захватить колонию так и не смог. Он отослал четырёх кельтских всадников и двоих нумидийцев на юг с письмом к своему брату, договариваясь соединиться с ним в Умбрии. Тем временем Ганнибал покинул зимние квартиры в западной оконечности Италии и двинулся на север. Консул Гай Клавдий Нерон двинулся на юг, навстречу Ганнибалу. Две армии встретились у Грумента (совр. Грументо) в долине реки Агри. Нерон переместил свой лагерь на расстояние 1 500 м от расположения войск Ганнибала, контролируя дорогу на север и препятствуя передвижению неприятельских фуражиров. Рассказы Ливия о крупных битвах, относящихся к этому времени, скорее всего, изрядно преувеличены, однако, мелкие стычки наверняка следовали одна за другой по мере того, как Ганнибал пытался прорваться сквозь строй врага. Ганнибал, очевидно, двигался по пути, где позднее была проложена дорога Виа Геркулиа, что вела на север через Анксию (совр. Анци) и Потенцию (совр. Потенца) к Апулии. Ганнибалу удалось ускользнуть от Нерона, прибегнув к ночному переходу, так что он добрался до Венузии раньше своего противника. Оттуда карфагенянин двинулся на северо-восток к Канозе, городу неподалёку от Канн, и там остался дожидаться известий от брата.
Шестеро всадников, посланных Гасдрубалом, отправились на юг и прибыли на территорию Лукании, но, узнав, что Ганнибал уже отправился на север, попытались его догнать. Возможно, из-за того, что по пятам за Ганнибалом шла армия Нерона, всадники спустились к берегу, где близ Таранто столкнулись с римским войском и были захвачены в плен вместе с письмом. Их под усиленной охраной немедленно препроводили в лагерь Нерона. Нерон прочел письмо Гасдрубала и отослал его в сенат, советуя отозвать легион из Капуи и отправить его заодно с двумя новыми городскими легионами в Нарнию (совр. Нарни), город, расположенный на Фламиниевой дороге в 70 км к северу от Рима.
Нерон же задумал авантюру. Той же ночью, отобрав 6 тыс. лучших пехотинцев и 1 тыс. всадников и велев им взять с собою только оружие, он выступил из лагеря. Войско двинулось вверх по долине Офанто к Лукании, причем Нерон сообщил своим людям, что цель их — ближайший город на территории Лукании, находящийся в руках карфагенян. Когда же полководец удалился на достаточное расстояние от Ганнибала, он открыл солдатам правду: они шли на север, чтобы воссоединиться со вторым консулом у города Сена Галлика (совр. Сенигаллия). Перед выступлением Нерон выслал гонцов на территорию Ларина (совр. Ларино), а также в земли марруцинов, френтанов и претуттиев, через которые ему предстояло пройти, веля тамошним жителям сносить к дороге запасы провианта. Тот факт, что Луцерия в этом списке не значится, доказывает, что Нерон рассчитывал пересечь Апеннины и не собирался спускаться к берегу до тех пор, пока не доберется до Ларина. А оттуда полководец мог пройти вниз по долине реки Сино. При таком маршруте расстояние между Канузией и Сеной составляет около 475 километров.

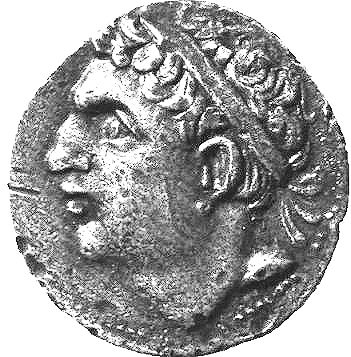
Монета с изображением Гасдрубала

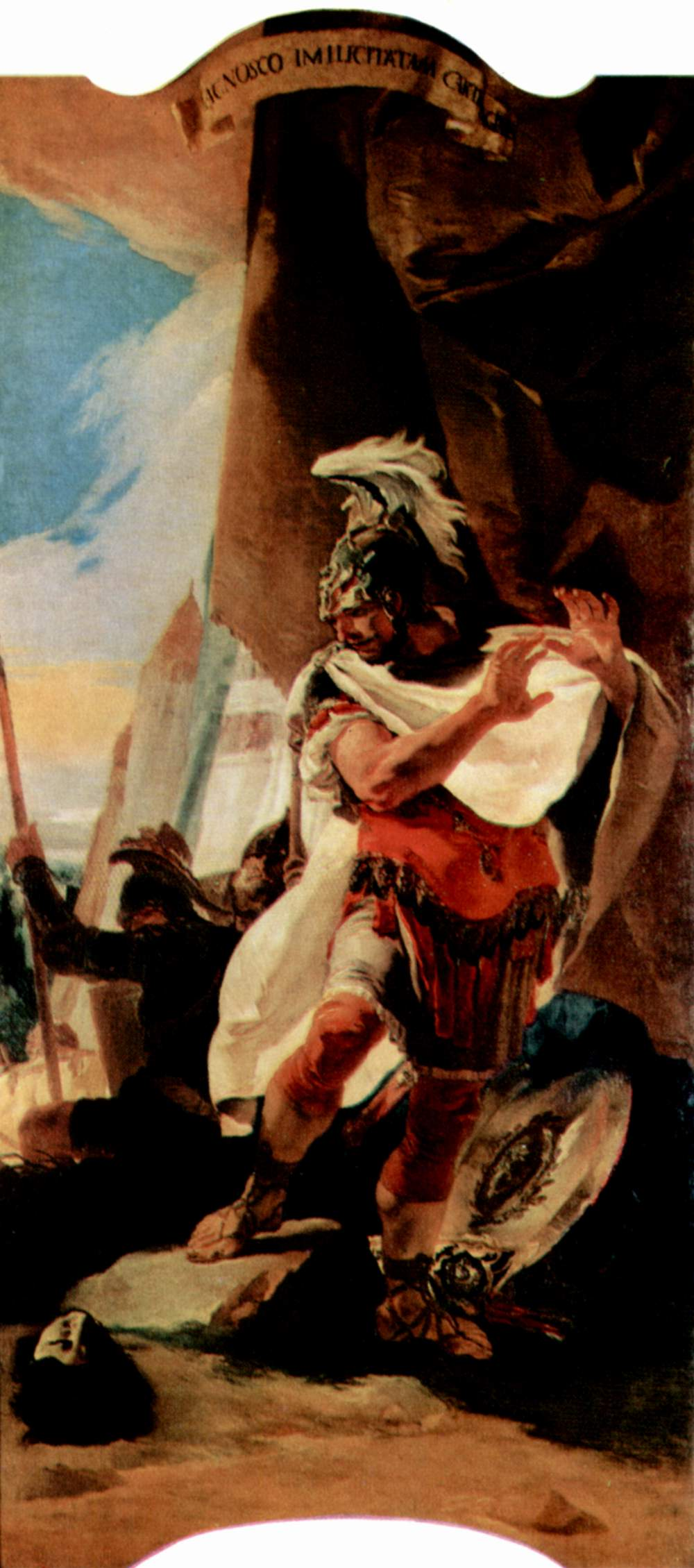
Джованни Баттиста Тьеполо. «Ганнибал рассматривает голову Гасдрубала»

На всём пути местные жители сносили к дороге запасы продовольствия, чтобы солдатам не пришлось задерживаться в ходе стремительного продвижения на север. Все понимали, что этот поход — переломное событие войны, и смелое предприятие было встречено с немалым энтузиазмом и воодушевлением. По пути к колонне пристраивались ветераны былых сражений и юноши, мечтающие стяжать бессмертную славу. Всех, годных к воинской службе, Нерон охотно принимал; а войско спешило всё вперёд и вперёд. Вскоре холмы остались позади, и армия вышла к бepeгy. Римляне прошли под скалами Васто, на которых высился город Гистоний, и двинулись дальше по бесконечной дороге вдоль моря. Через неделю после выступления армия уже приближалась к Сена Галлика, где стояли лагерем легионы Марка Ливия Салинатора. Клавдий Нерон выслал гонцов выяснить, хочет ли второй консул, чтобы он вступил в лагерь открыто или же тайно. В ответ Салинатор велел полководцу войти под покровом темноты. Было условлено, что каждый новоприбывший разместится в палатке воина соответствующего ранга, так что лагерь в размерах не увеличится. Там уже находилось четыре легиона, поскольку 34-й и 35-й отступили перед натиском Гасдрубала и воссоединились с консулом. Сам Гасдрубал стремительно наступал вдоль берега и стоял лагерем в каких-нибудь 500 м. Консулы решили использовать завоеванное преимущество и на следующее утро предложили битву. Гасдрубал сразу же догадался: что-то неладно. Богатый опыт подсказывал карфагенянину, что к противнику подошло подкрепление. Он выслал разведчиков проверить, не увеличился ли в размерах римский лагерь, но проверка ничего не дала. Однако с наступлением ночи разведчики вернулись с важным известием: в лагере претора сигнал к вечерней страже прозвучал один раз, а в лагере консулов — дважды. Тайное стало явным. Римляне, таким образом, сами себя выдали. Под покровом темноты Гасдрубал, скорее всего, решив, что с его братом Ганнибалом случилось что-то неладное, снялся с лагеря и начал отступать. Во время перехода проводники дезертировали, и полководец не смог отыскать брода через Метавр. Должно быть, четвёртая стража уже близилась к концу: Гасдрубал приказал своим людям идти вдоль южного берега реки до рассвета, когда станет возможно отыскать дорогу.

## Ход битвы

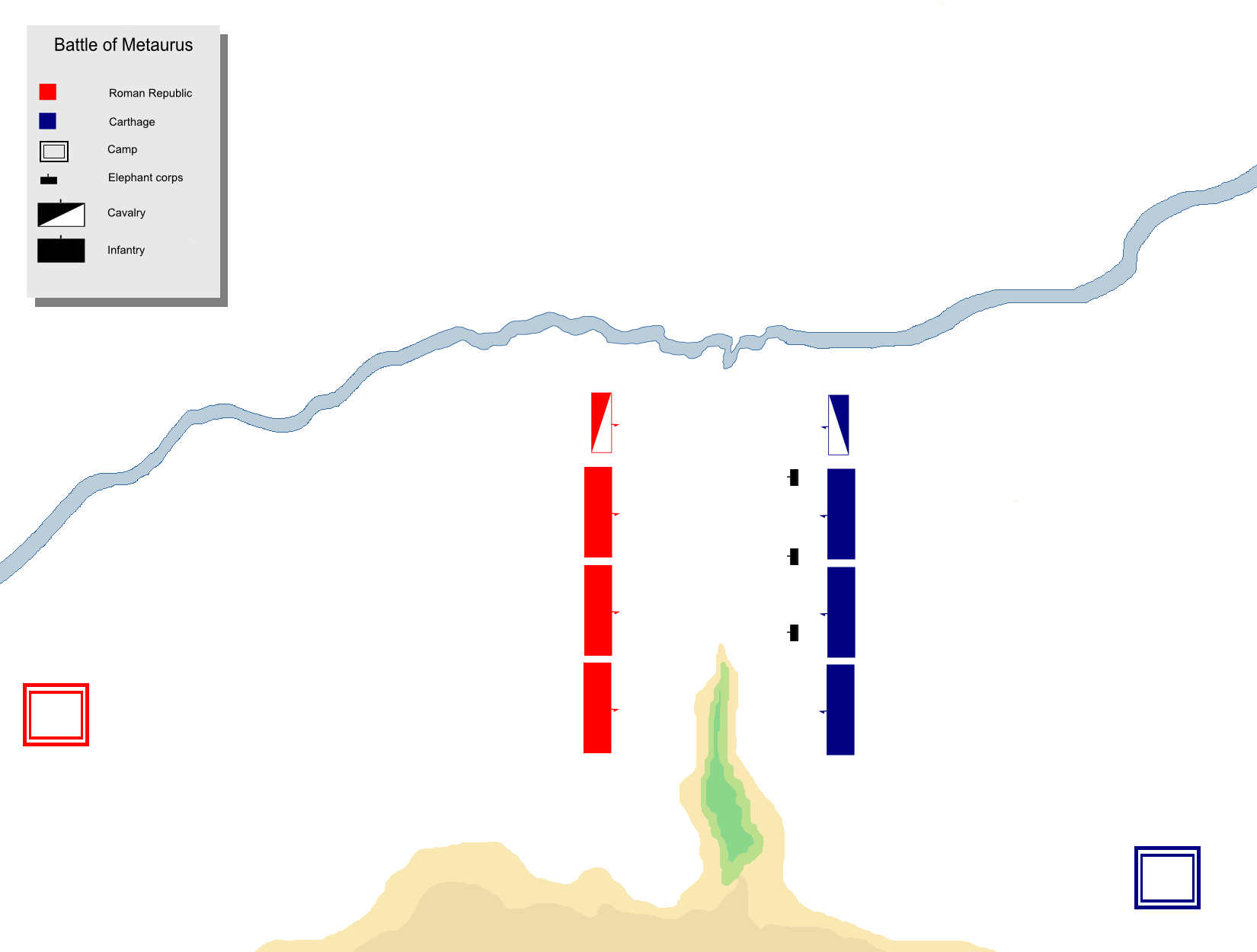
Развёртывание римских (красные) и карфагенских (синие) войск

С восходом солнца римляне ринулись вслед Гасдрубалу. Нерон во главе конницы спешил вперёд и, должно быть, настиг карфагенян ещё утром. Чуть позже подоспели легковооруженные войска под началом претора Лицина. Понимая, что невозможно двигаться вперед, непрестанно подвергаясь нападениям шеститысячной конницы и тринадцатитысячного легковооруженного войска, Гасдрубал попытался встать лагерем на холме над рекой. Когда же — скорее всего, около полудня — подошёл Салинатор во главе тяжёлых пехотинцев и двинулся в наступление, построив войско в боевой порядок, Гасдрубал понял, что не получится уклониться от сражения. Рассказ о битве содержится в небольшом отрывке из Полибия, однако в том, что касается места битвы, приходится полагаться на топографию Тита Ливия, описанную крайне туманно. Скорее всего армии сошлись на южном берегу реки близ Монтемаджоре, но с уверенностью ничего утверждать невозможно. Полибий уверяет, что Гасдрубал выстроил своих кельтов и испанцев очень узким фронтом, поставив впереди 10 слонов. В таком боевом порядке он атаковал левый фланг римлян, вознамерившись победить или умереть. Правый фланг римлян, учитывая пересечённый характер местности, не имел возможности вступить в соприкосновение с левым флангом карфагенян, но обошёл Гасдрубала сзади и атаковал его с тыла. Слоны вышли из повиновения и сеяли хаос в своих же рядах, так что погонщики, специально для этой цели вооруженные долотом и деревянным молоточком, вынуждены были убить животных (долото вбивалось в основание черепа). В гуще битвы пал Гасдрубал, а вместе с ним погибла последняя надежда выиграть войну.
Одержав победу, римляне штурмом взяли карфагенский лагерь. Полибий утверждает, что в битве погибли 10 тыс. карфагенян и 2 тыс. римлян. Ливий приписывает потери римлян и союзников в 8 тыс. и умножает потери карфагенян едва ли не вшестеро (до 56 тысяч), называя эту битву «расплатой за Канны».

## Итоги
Следующей же ночью Нерон выступил в Апулию. Он вернулся в лагерь через шесть дней: обратный путь лежал по прямой. Ганнибал даже не успел понять, что противник скрылся. Ликование Рима не знало границ. Этой победы ждали 11 лет. Поначалу в город дошли только слухи, затем — сведения более определенные. Когда же наконец поступили известия о том, что легаты победоносной армии следуют по Фламиниевой дороге, всё население города хлынуло им навстречу. Люди выстроились вдоль дороги почти на пять километров, до самого Милвианского моста, и толпой окружили входящих в город легатов.
Прибыв в Апулию, Нерон решил деморализовать противника. Он привёз с собою отрубленную голову Гасдрубала и швырнул её к аванпостам лагеря Ганнибала. Павший духом Ганнибал отступил в Бруттий, где и оставался до конца войны.